# 塩見みづ枝
塩見 みづ枝（しおみ みづえ、1968年（昭和43年）1月29日 - ）は、日本の文部・文部科学官僚。

## 経歴
高知県土佐清水市出身。高知県立清水高等学校を経て、1990年3月に早稲田大学政治経済学部卒業。国家公務員試験Ⅰ種試験（行政）に合格し、1990年4月文部省入省。
2023年8月8日、文部科学省研究振興局長に就任。
2025年7月15日、文部科学省総合教育政策局長に就任。

## 年譜
基本的な出典
- 1990年
  - 03月：早稲田大学政治経済学部卒業
  - 04月：文部省入省、大臣官房政策課[5]
- 1997年04月：千葉県教育庁生涯学習部振興課主幹
- 1998年04月：千葉県教育庁学校指導部指導課主幹
- 2000年04月：文部省大臣官房政策課課長補佐
- 2001年01月：文部科学省生涯学習政策局政策課専門調査官
- 2003年
  - 01月：文部科学省大臣官房総務課専門官
  - 09月：文部科学省初等中等教育局初等中等教育企画課課長補佐
- 2004年04月：文部科学省初等中等教育局初等中等教育企画課教育制度改革室長
- 2005年10月：文化庁文化部宗務課宗務法人室長
- 2007年
  - 07月：文部科学省生涯学習政策局政策課生涯学習企画官
- 10月：文部科学省生涯学習政策局政策課教育制度改革推進室長
- 2008年09月：文部科学省大臣官房人事課人事企画官
- 2010年07月30日：文部科学省生涯学習政策局社会教育課長[6]
- 2012年01月06日：文部科学省初等中等教育局教育課程課長[7]
- 2015年01月16日：文部科学省高等教育局大学振興課長[8]
- 2016年06月21日：文部科学省高等教育局高等教育企画課長[9]
- 2017年07月：文部科学省大臣官房付
- 2018年
  - 01月：（命）文部科学省生涯学習政策局生涯学習総括官（～2018年10月）
  - 10月：（命）文部科学省総合教育政策局社会教育振興総括官
- 2019年07月09日：文部科学省大臣官房人事課長[10]
- 2020年
  - 10月01日：文部科学省大臣官房審議官（初等中等教育局担当）[11]
  - 10月：（併）内閣府子ども・子育て本部審議官（～2021年9月）
- 2021年
  - 04月01日：文部科学省大臣官房学習基盤審議官[12]
  - 09月21日：文化庁次長[13]
- 2022年09月01日：独立行政法人国立文化財機構理事[14]
- 2023年08月08日：文部科学省研究振興局長[3][15]
- 2025年07月15日：文部科学省総合教育政策局長[4]

## 関連リンク
インタビュー記事
- 【大学ナビ】「中間まとめ」とその狙い 文部科学省大学振興課長・塩見みづ枝氏
- ICT活用で子供の学びを導くのは教員の腕の見せどころ――文部科学省 大臣官房学習基盤審議官 塩見 みづ枝氏：教育とICT Online